# Подбескідзе
«Подбескідзе Бельсько-Бяла» (пол. Podbeskidzie Bielsko-Biała) — професіональний польський футбольний клуб з міста Бельсько-Бяла.

## Історія
4 червня 1907 року був організований футбольний клуб, який отримав назву «БФК» (Бельський Футбольний Клуб). Команда проводила матчі з локальними суперниками, а також клубами з Відня, Вроцлава, Будапешта і Праги. 25 лютого 1909 року клуб змінив свою назву на Бельсько-Бяльський Футбольний Клуб (ББФК) (слово Бяльський відносилося до сусіднього до Бельська містечка Бяла, яке пізніше об'єдналось в одне місто), а потім в квітні 1911 року на Бельсько-Бяльське Спортивне Товариство (ББСВ). У 1922 році команда стартувала у окружній краківській лізі А. У лютому 1936 відбулося проголошене раніше спольщення назви команди на Бельсько-Бяльське Спортивне Товариство (ББТС).
Після Другої світової війни у липні 1945 року клуб відновив діяльність. У 1949 рішенням польських влад багато клубів розформовано і перетворено на радянський спосіб. «ББТС» був перейменований спочатку на «Огніво Бельсько», а потім внаслідок об'єднання в одне місто Бельська і Бялої Краківської на «Огніво Бельсько-Бяла». У грудні 1954 року після злиття спортивних асоціацій «Спуйня» і «Огніво» в товариство «Спарта», прийняв назву «Спарта Бельсько-Бяла». Після десталінізації влади у січні 1957 року клуб повернув попередню назву «ББТС Спарта Бельсько-Бяла». 28 червня 1968 року відбулося заплановане раніше об'єднання з клубом МКС Влукняж Бельсько-Бяла. Клуб спочатку називався «МКС Влукняж-ББТС Бельсько-Бяла», від 24 лютого 1971 року «ББТС Влукняж Бельсько-Бяла». Команда балансувала поміж ІІІ і V лігами, а у 1978 року дійшла до півфіналу Кубку Польщі. На початку 90-их XX століття клуб впав у значні фінансові труднощі, в основному пов'язані з розпадом текстильної промисловості після економічних перетворень в кінці 80-их і 90-их і різким скороченням дотацій з Міністерства спорту. Тоді ж разом з «ББТС Влукняжом» понизилися до V ліги також два інших клуби з Бельсько-Бялої — «БКС Сталь» і «Інтер» (раніше називався Будовляні). Місцеві активісти футболу шукали відповідне рішення в цій складній ситуації, яким виявилося злиття клубів. Першими — на початку липня 1997 р. — об'єдналися: «Інтер Бельсько-Бяла» та «ДКС Церамед Коморовіце» (був заснований в 1995 році, Коморовіце — район Бельсько-Бялої), внаслідок чого був створений «ДКС Інтер Коморовіце». Потім відбулося злиття цього футбольного клубу з «ББТС Влукняжом», в результаті чого 11 липня 1997 створений «ББТС Церамед Коморовіце». Нова команда складалась в основному з гравців ББТС. У січні 1999 року клуб додав до назви назву спонсора «ББТС Богмар Церамед Коморовіце», а незабаром повернувся на центральний стадіон міста і змінив назву на «ББТС Богмар Церамед Бельсько-Бяла». У лютому 2001 року в зв'язку зі зміною спонсора відбулася ще одна зміна назви на «ББТС Марбет Церамед Бельсько-Бяла».
У 2003 році команда дебютувала у ІІ лізі, причому знову змінивши назву на «МЦ Подбескідзе Бельсько-Бяла». 8 липня 2003 року Спортивне Товариство, яке було створено в лютому, взяло повністю на себе керівництво клубом і змінило назву на «ТС Подбескідзє Бельсько-Бяла».
При розслідуванні корупційного скандалу у польському футболі виявилося, що клуб також був замішаний в установленні результатів матчів. Спортивний директор і президент клубу пішли у відставку, а нове керівництво клубу вирішило співпрацювати з прокуратурою, що багато в чому сприяло пом'якшенню покарання. 12 квітня 2007 було винесене рішення, згідно з яким Подбескідзє мав розпочати наступний 2007/2008 сезон з -6 очками і виділити 50 тисяч на організацію молодіжного турніру «Футбол без корупції».
У сезоні 2010/11 клуб зайняв друге місце і літом 2011 року дебютував в Екстракласі.

## Назви
Колишні назви:
- 04.06.1907: БФК (пол. BFK [Bielitzer Fussball Klub])
- 25.02.1909: ББФК (пол. BBFK [Bielitz-Bialaer Fussball Klub])
- 04.1911: ББСВ (пол. BBSV [Bielitz-Bialaer Sport Verein])
- 02.1936: ББТС (пол. BBTS [Bielsko-Bialskie Towarzystwo Sportowe])
- 1949: ЗС Огніво Бельсько (пол. ZS [Zrzeszenie Sportowe] Ogniwo Bielsko)
- 1951: ЗС Огніво Бельсько-Бяла (пол. ZS Ogniwo Bielsko-Biała)
- 12.1954: ЗС Спарта Бельсько-Бяла (пол. ZS Sparta Bielsko-Biała)
- 01.1957: ББТС Спарта Бельсько-Бяла (пол. BBTS Sparta Bielsko-Biała)
- 28.06.1968: МКС Влукняж-ББТС Бельсько-Бяла (пол. MKS [Międzyzwiązkowy Klub Sportowy] Włókniarz-BBTS Bielsko-Biała)
- 24.02.1971: ББТС Влукняж Бельсько-Бяла (пол. BBTS Włókniarz Bielsko-Biała)
- 11.07.1997: ББТС Церамед Коморовіце (пол. BBTS Ceramed Komorowice)
- 01.1999: ББТС Богмар Церамед Коморовіце (пол. BBTS Bogmar Ceramed Komorowice)
- 1999: ББТС Богмар Церамед Бельсько-Бяла (пол. BBTS Bogmar Ceramed Bielsko-Biała)
- 02.2001: ББТС Марбет Церамед Бельсько-Бяла (пол. BBTS Marbet Ceramed Bielsko-Biała)
- 07.2002: МЦ Подбескідзе Бельсько-Бяла (пол. MC [Marbet Ceramed] Podbeskidzie Bielsko-Biała)
- 8.07.2003: ТС Подбескідзе Бельсько-Бяла (пол. TS [Towarzystwo Sportowe] Podbeskidzie Bielsko-Biała)
- 28.06.2011: ТС Подбескідзе Бельсько-Бяла СА (пол. TS Podbeskidzie Bielsko-Biała SA [Spółka Akcyjna])

## Титули та досягнення
Кубок Польщі:
- півфіналіст (1): 2011